# Beatriz de Dia
 Beatriz de Dia, (inna pisownia: Beatritz de Dia), Beatrycze z Dia, znana także jako Comtessa de Dia – działająca w późnym XII i wczesnym XIII wieku trubadurka (trobairitz). O jej życiu nie wiadomo nic pewnego; można jednak wnioskować, że była córką hrabiego Isoarda II z Diá i miała na imię Beatriz. Według jej vida była żoną Guilhema de Poitiers, lecz zakochała się w Raimbaucie z Orange (1146−1173).
Beatrycze z Dia jest wymieniana jako jedna z niewielu średniowiecznych kobiet, które zdobyły wykształcenie.

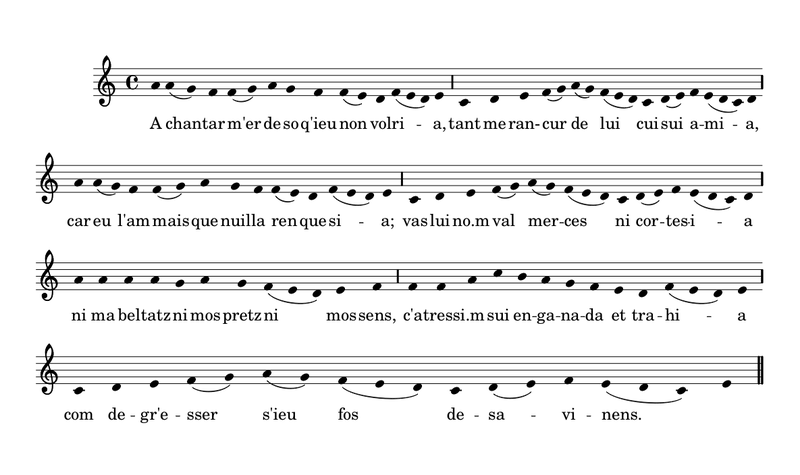
A chantar m'er we współczesnej notacji (fragment)

Jest autorką jedynej pieśni (canso) trubadurki, która zachowała się wraz z muzyką: A chanter m'er de so qu'en no volria. Wszystkie pozostałe trubadurki znane są jedynie z poezji.